# Anthony B
Keith Blair (31. marts 1976), bedst kendt som Anthony B, er en jamaicansk reggaemusiker.

## Biografi
Han voksede op i Clarks Town, i den nordvestlige del af Trelawny, i en meget religiøs familie, der gav ham hans religiøse grobund. Som ung konverterede han til Rastarianismen, hvilket ikke blev taget godt imod fra familiens side. Derfor flyttede han over til sin tante i Kingston-forstaden Portmore.

## Diskografi

### Album
- Predator & Prey (1996, Alpha Enterprises)
- Real Revolutionary / So Many Things (1996, Greensleeves)
- Universal Struggle (1997, VP Records)
- Seven Seals (1999, VP Records)
- That's Life (2001, VP Records)
- More Love (2001, AO ! Records)
- Live On The Battlefield (2002, Jahmin' Records)
- Reggae Max (2002, Jet Star)
- Street Knowledge (2003, VP Records)
- Judgment Time (2003, 2B1 Records)
- Smoke Free (2003, Bogalusa Records)
- Voice Of Jamaica vol. 2 (2003, Nocturne)
- Wise Man Chant (2004, Black Scorpio)
- Justice Fight (2004, Nocturne)
- Untouchable (2004, Togetherness Records)
- Powers Of Creation (2004, Nocturne)
- Black Star (2005, Greensleeves)
- My Hope (2005, AL.TA.FA.AN. / Minor 7 Flat 5)
- Suffering Man (2006 Tad's Records)
- Higher Meditation (2007 Greensleeves)

### Opsamlinger
- Chanting Down Babylon (1997, Power Play); live, med Buju Banton
- 2 Strong (1998, Star Trail/VP Records); med Sizzla
- Anthony B & Idren (1998, Jamaican Vibes)
- Anthony B & Friends (1998, Rhino Records)
- Nazarene Vow (1999, Records Factory); med Junior Timba
- 3 Wise Men (1999, J&D); med Sizzla and Luciano
- One Mission (1999, J&D); med Capleton
- Saddle To The East (2001, Brick Wall); med Jah Mason og Steve Machete
- 4 Rebels (2001, VP Records); med Sizzla, Luciano, og Yami Bolo
- The Five Disciples (2001, Penitentiary / Jet Star); med Sizzla, Luciano, Junior Kelly, og Capleton
- We Three Kings (2001, AO ! Records); with Sizzla
- We Three Kings (2002, Navarre); med Capleton og Luciano
- Four The Hard Way (2002, City Hall); med Capleton, Sizzla, og Luciano
- Kings Of Zion (2002, Jet Star); med Capleton, Sizzla, og Junior Kelly
- 5 Blazing Fires (2002, Fire Ball); med Admiral Tibbett, Sizzla, Capleton, og Michael Fabulous
- Five Disciples Part II (2003, Jet Star); med Capleton, Luciano, Sizzla, og Jr. Kelly
- Kings Of Zion vol. 3 (2005, Charm); med Capleton, Sizzla, og Turbulence
- Jah Warriors vol. III (2005, Penitentiary); med Luciano